# Manuel Tejada de Luna
Manuel Tejada de Luna (Puente de Génave, Jaén, 18 de juliol de 1940-Benidorm, Alacant, 4 de desembre de 2019) fou un actor espanyol.

## Trajectòria professional

### Cinema
Debuta en 1962 amb un petit paper a Canción de juventud, de Luis Lucia, amb Rocío Dúrcal. Durant els anys següents intervé en diverses comèdies juvenils al servei d'altres estrelles adolescents de l'època com Marisol o Pili i Mili.
Va continuar en el registre de comèdies durant tota la dècada dels setanta i principis dels vuitanta. Al llarg d'aquest temps participa en títols de qualitat discutida, però que cullen sistemàticament rotunds èxits en taquilla. Dins de la llista figuren pel·lícules com La ciudad no es para mí (1966), de Pedro Lazaga, Vamos a por la parejita (1969) i Los extremeños se tocan (1970), ambdues d'Alfonso Paso. També protagonitza amb Alfredo Landa la pel·lícula El crack (1981), de José Luis Garci.
A mitjan vuitanta s'aparta de la gran pantalla i només intervé en contades pel·lícules com Hermana, pero ¿qué has hecho? (1995), de Pedro Masó i amb Lina Morgan; La comunidad (2000), d'Álex de la Iglesia; Tiovivo c. 1950 (2004) i Sangre de mayo (2008), ambdues de Garci; o Balada triste de trompeta (2010), novament amb De la Iglesia.

### Televisió
Present des dels primers anys seixanta, al llarg de les dues dècades següents és reconegut com un dels rostres habituals en la plantilla d'actors de TVE.
En aquest temps dona vida a desenes de personatges en els espais de teatre televisat, el màxim exponent del qual va ser Estudio 1, programa per al qual interpreta, entre d'altres, obres com Los Galeotes (1974), dels germans Álvarez Quintero; Los ladrones somos gente honrada (1979), d'Enrique Jardiel Poncela; Señora Ama (1980), de Jacinto Benavente; La dama boba (1980), de Lope de Vega; Desnudo con violín (1980), de Noël Coward; El pato silvestre (1982), d'Ibsen; o Malvaloca (1983), dels germans Álvarez Quintero.
Però també participa en molts altres espais de l'època, entre els quals poden citar-se Novela, Hora once o Historias para no dormir (1982).
Un dels seus papers més celebrats va ser el de Tono en l'adaptació que va fer TVE de la novel·la de Vicente Blasco Ibáñez Cañas y barro (1978), que li va valer el Premi TP d'Or 1978. I va guanyar també en popularitat amb el paper de Agustín, el pare de Tito (Miguel Joven) i Bea (Pilar Torres) s Verano azul.
Ha intervingut a Compuesta y sin novio (1994), El secreto de la porcelana (1999), Tío Willy (1999) o Un chupete para ella (2000-2001), així com en diversos papers episòdics.

### Teatre
Des del seu debut en 1960 com a meritori a El jardín de los cerezos, d'Anton Txekhov, ha intervingut, entre d'altres, en las següents obres:
- La viuda valenciana (1960), de Lope de Vega,
- El rinoceronte (1961), de Eugène Ionesco,
- El anzuelo de Fenisa (1961), de Lope de Vega,
- Cerca de las estrellas (1961), de Ricardo López Aranda,
- Eloísa está debajo de un almendro (1961), de Enrique Jardiel Poncela, amb Amelia de la Torre,
- Rosas de otoño (1963), de Jacinto Benavente.
- El pensamiento (1963), de Leonid Andréiev,
- El cerco (1965), de Claudio de la Torre,
- ¡Quiero ver a Miusov! (1966), de Valentin Cataviev,[2]
- English Spoken (1968) de Lauro Olmo,[3]
- Fortunata y Jacinta (1969), de Benito Pérez Galdós.
- El amor propio (1972) de Marc Camoletti.
- La doble historia del doctor Valmy (1976), d'Antonio Buero Vallejo,
- Las orejas del lobo (1980), de Santiago Moncada.
- El pato silvestre (1982), d'Henrik Ibsen.
- La salvaje (1982), de Jean Anouilh.
- Diálogo secreto (1984), d'Antonio Buero Vallejo.
- El concierto de San Ovidio (1986), d'Antonio Buero Vallejo
- Una hora sin televisión (1988).
- Trescientos veintiuno, trescientos veintidós (1991), d'Ana Diosdado.[4]
- La ex mujer de mi vida (1993) de Josiane Balasko.
- Un golpe de suerte (1995), de Juan José Alonso Millán,
- Eslavos (1997), de Tony Kushner.
- El rey negro (1997), d'Ignacio del Moral.
- El rey Lear (1997), de William Shakespeare, amb direcció de Miguel Narros
- Odio a Hamlet (1998), de Paul Rudnick.
- La mirada de Julia (1999/2000), de Ginés Bayonas.
- El cementerio de automóviles (2000), de Fernando Arrabal.
- Valeria y los pájaros (2000), de José Sanchís Sinisterra.
- Madame Raquin (2001).
- La prueba (2002), de David Auburn.
- Hipotecados (2004), de Daniel Besse.
- Ojos bonitos (2005), de Mario Vargas Llosa.
- Deseo bajo los olmos (2006), d'Eugene O'Neill.
- El león en invierno (2007) de James Goldman.
- El burlador de Sevilla y convidado de piedra (2008), de Tirso de Molina.
- Confidencias muy íntimas (2010), de Jérôme Tonnerre.

### Doblatge
Les seves interpretacions més destacades com a actor de doblatge van ser el paper de Richard Channing (interpretat per David Selby) en la segona temporada de Falcon Crest i l'advocat Michael Kuzak (Harry Hamlin) en la sèrie estatunidenca L. A. Law, 1986.

## Premis
- Premi TP d'Or 1978 per Cañas y barro.
- Finalista als Premis Mayte de Teatre (1999)
- Premi TeleMadrid de Teatro 2007 per la seva interpretació d'Enric II d'Anglaterra a El león en invierno.
- Premi Mayte de Teatre (2008) por El león en invierno.